# Леонидас Моракис
непознато
Леонидас Моракис (грч. Λεωνίδας Μωράκης) је био грчки стрелац, учесник првих Олимпијских игара 1896. у Атини. 
Моракис се такмичио у дисциплини пиштољ слободног избора. Учествовало је пет такмичара. Моракис је био четврти, а његов резултат је непознат.